# Niepart
Niepart (prononciation : [ˈɲepart]) est un village polonais de la gmina de Krobia dans le powiat de Gostyń de la voïvodie de Grande-Pologne dans le centre-ouest de la Pologne.
Il se situe à environ 9 kilomètres au sud de Krobia (siège de la gmina), à 20 kilomètres au sud de Gostyń (siège du powiat) et à 78 kilomètres au sud de Poznań (capitale régionale).
Le village possédait une population de 498 habitants en 2011.

## Histoire
De 1975 à 1998, le village faisait partie du territoire de la voïvodie de Leszno.

Depuis 1999, Niepart est situé dans la voïvodie de Grande-Pologne.